# Sotunki
Sotunki  est un quartier du district de Hakunila de Vantaa en Finlande,.

## Description
Sotunki borde Sipoo au nord-est et Helsinki au sud-est. 
La superficie de Sotunki est de 13,6 kilomètres carrés, ce qui en fait le deuxième plus grand quartier de Vantaa.
A l'écart des axes routiers, Sotunki est resté une zone très agricole. 
Le gouvernement provincial de la Fédération d'Uusimaa a choisi Sotunki comme village de l'Uusimaa de l'année en 1998.
Sotunki et le manoir Håkansböle figurent sur la liste des environnements culturels bâtis d'importance nationale.

## Le village de Sotunki
La majeure partie de la zone est une ancienne baie maritime, et ses limons profonds font saillie dans les vastes zones forestières de la partie nord, où il y a beaucoup de rochers et de falaises. 
De petites collines s'élèvent au milieu de vastes champs dont l'un abrite le village de Sotunki, connu depuis le XIVe siècle.
Le village de Sotunki est situé sur les collines au milieu d'une étroite vallée fluviale. La base de construction des fermes est située principalement sur la parcelle du village médiéval de part et d'autre de la rivière le long de la route du village. 
Les anciens bâtiments du village, tels que les bâtiments principaux des fermes Nygård, Nygårds, Kullobacka, Uusitalo et Kuppis datant du XVIIIe siècle, ainsi que les terres agricoles environnantes, créent un milieu traditionnel et culturellement historiquement précieux pour la région, même au niveau national. 
Dans la partie centrale de Sotunki, se trouve une carrière de calcaire du début du XIXe siècle, dont l'exploitation a été interrompue au tournant du XXe siècle. 
Les zones sauvages de Sotunki appartiennent à la zone Natura 2000 de Sipoonkorpi (FI0100066). 
Le lac Bisajärvi est situé dans le quartier.
Nygårdin, Nygårdsin, Uusitalon, Kullobackan ja Kuppiksen

## Galerie

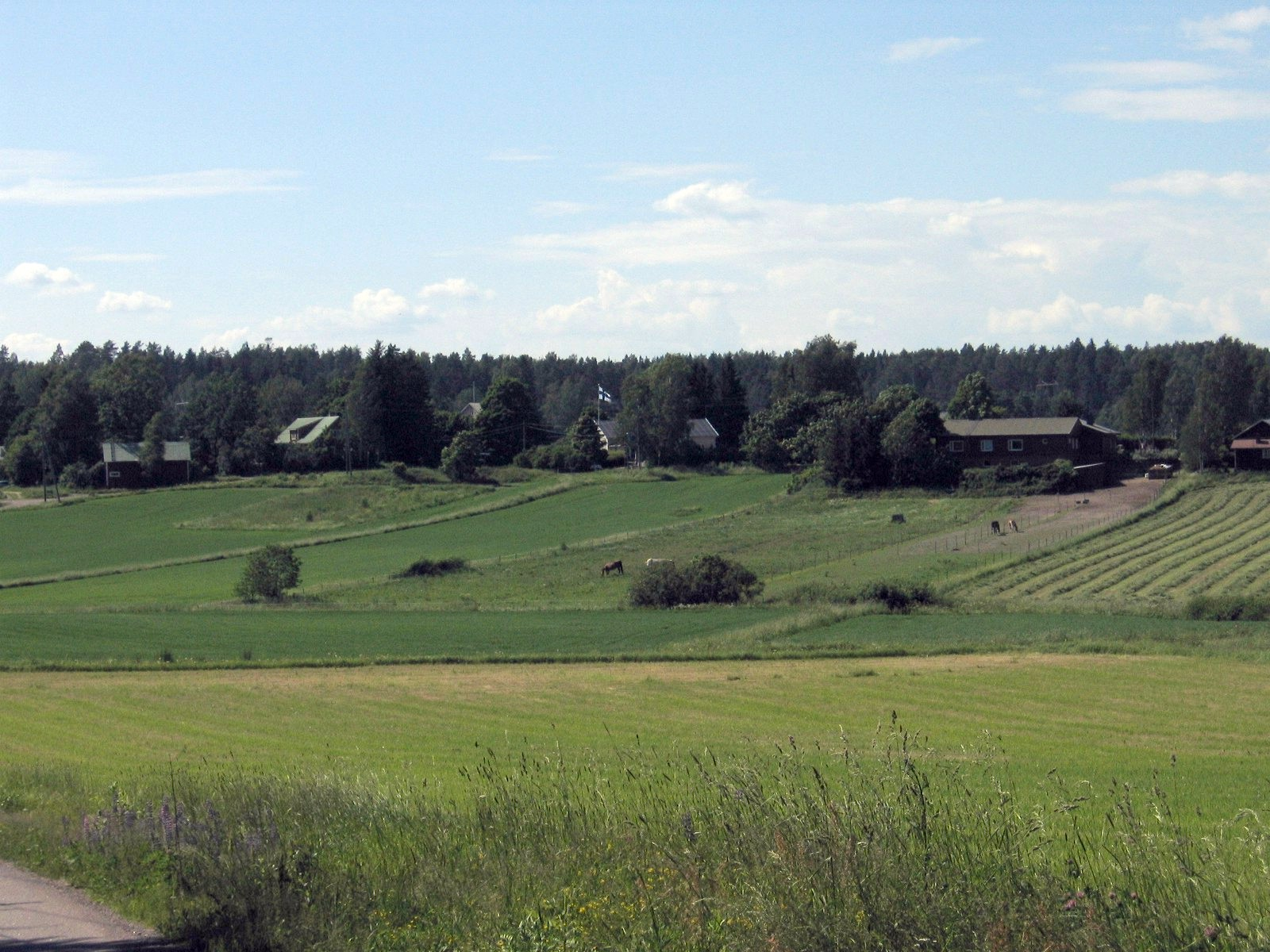
Village de Sotunki.
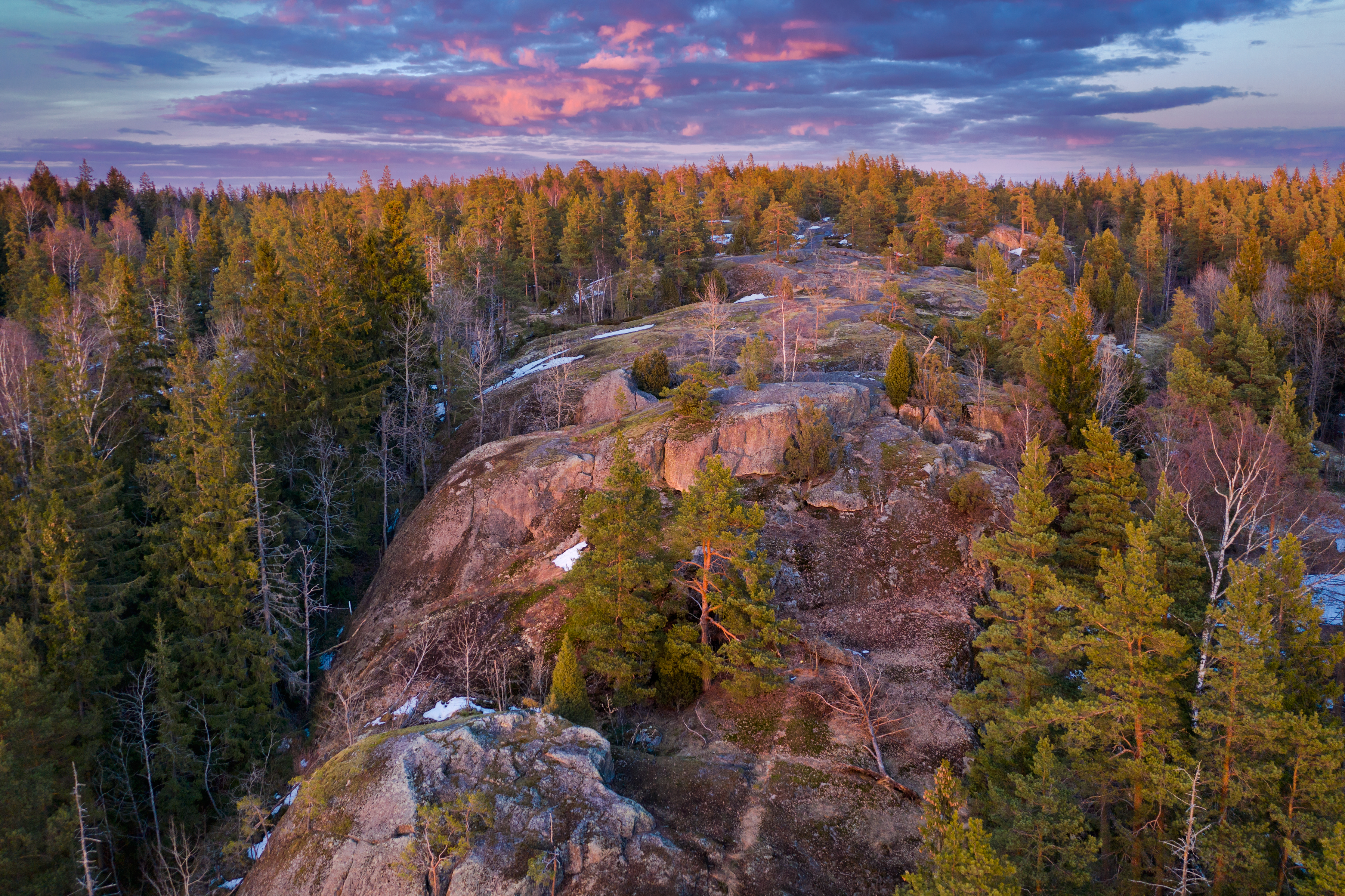
Rochers d'Högberget.
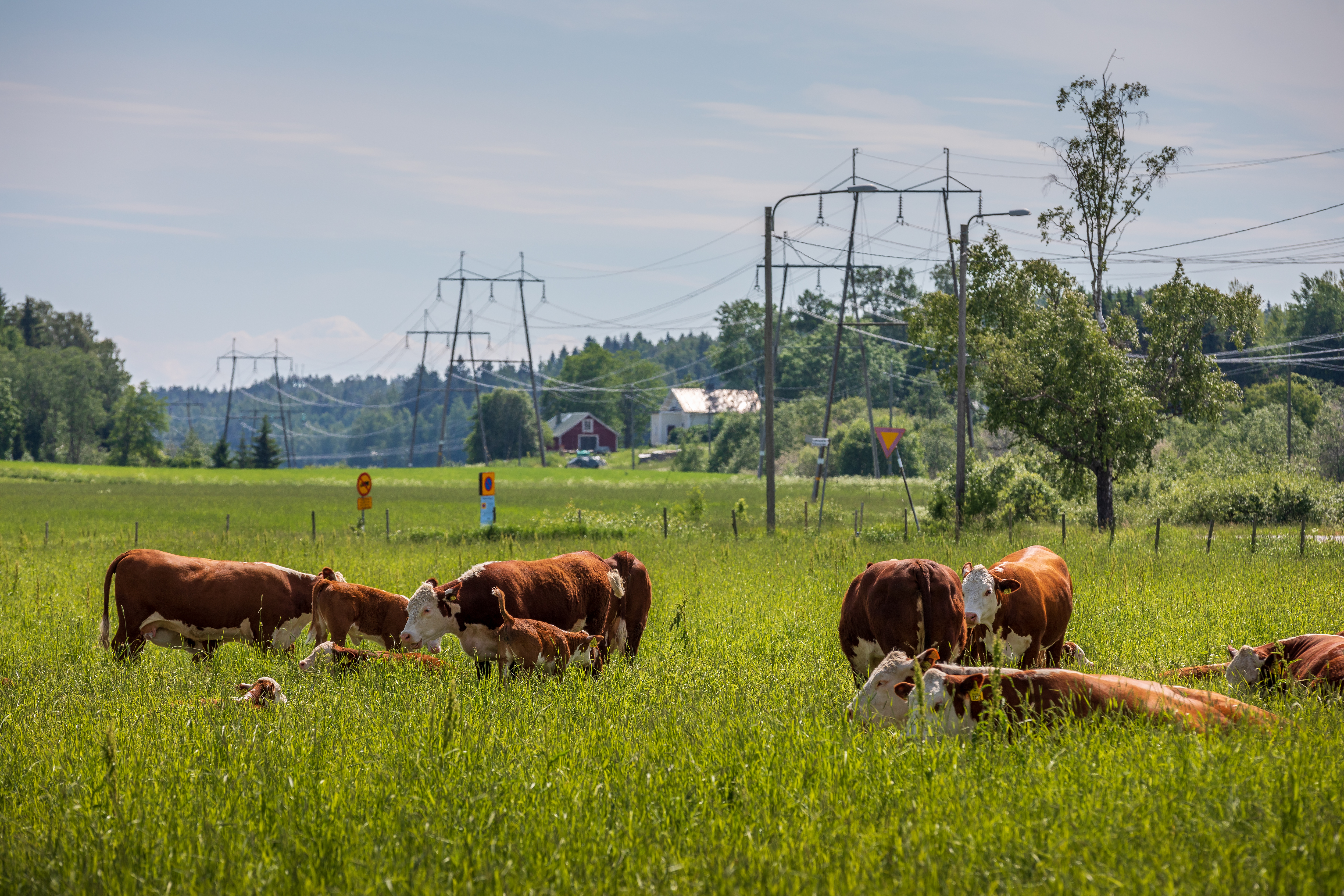
Vaches près de Sepänmäki
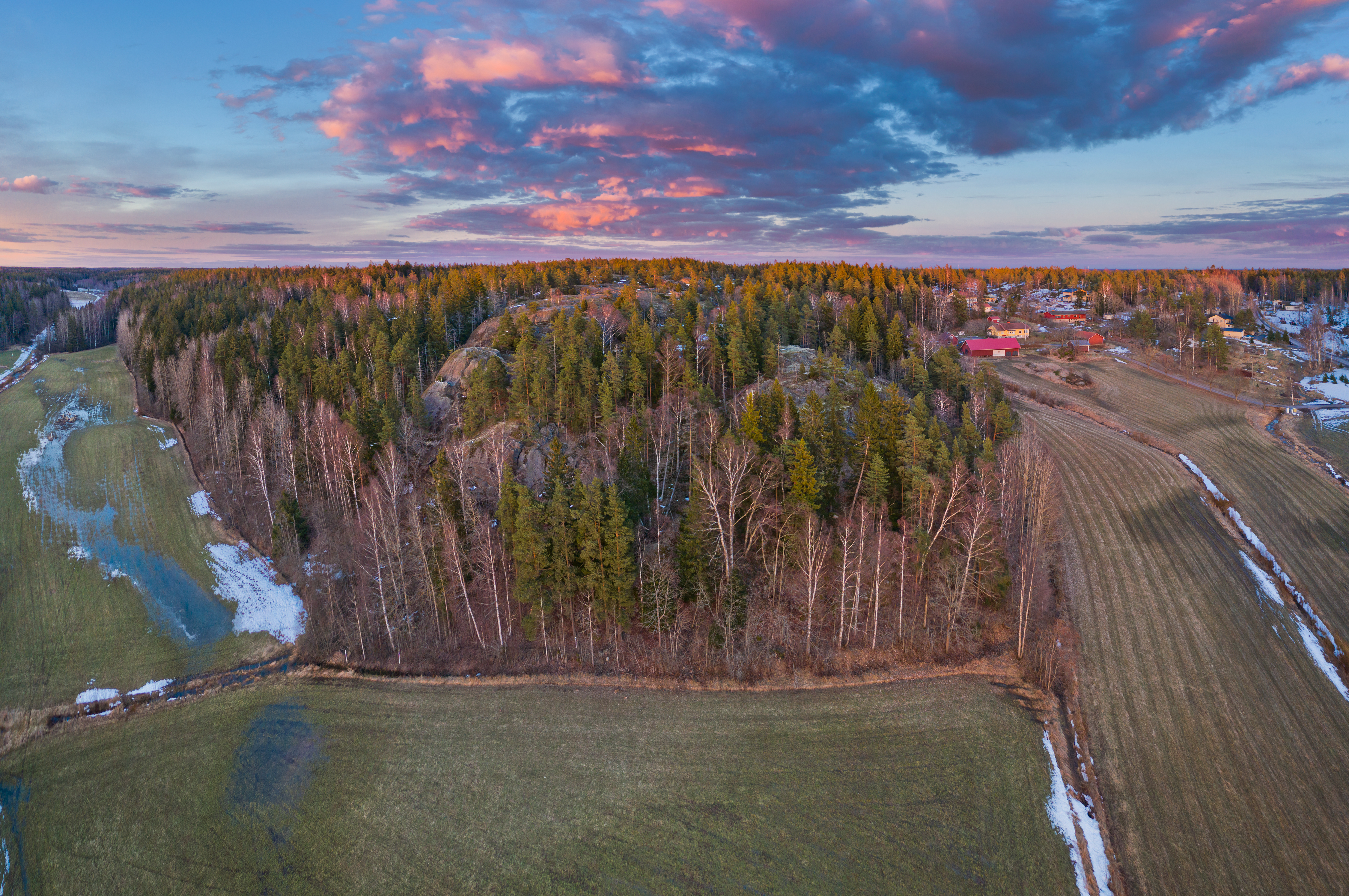
Högberget.